# باولو توريس
باولو توريس (بالبرتغالية: Paulo Torres) (25 نوفمبر 1971 في البرتغال - ) هو مدرب كرة قدم ولاعب كرة قدم برتغالي في مركز الدفاع. شارك مع منتخب البرتغال تحت 18 سنة لكرة القدم ومنتخب البرتغال تحت 20 سنة لكرة القدم ومنتخب البرتغال تحت 21 سنة لكرة القدم ومنتخب البرتغال لكرة القدم ومنتخب غينيا بيساو لكرة القدم. أما مع النوادي، فقد لعب مع أتليتيكو كلوب دي برتغال ورايو فايكانو وسبورتينغ لشبونة ونادي سالامانكا ونادي ليغانيس ونادي بينفايل وS.C.U. Torreense ‏ وإمورتال دسبورتيفو ‏ ونادي تشافيس وكامبومايورنسي ‏.

## مسيرته الكروية
لعب باولو توريس خلال مسيرته الاحترافية مع 9 أندية في خمسة عشر موسمًا وسجل خلالها 14 هدفًا ضمن 207 مباراة. حيث فاز في موسم واحد بالكأس ولم يفز بأي دوري.
خاض باولو توريس مسيرته مع نادي سبورتينغ لشبونة في موسم 1989–90 ليلعب معه ستة مواسم، مشاركًا في 65 مباراة سجل خلالها 7 أهداف. ثم انتقل إلى كامبومايورنسي ‏ في موسم 1995–96 لمدة موسم واحد، حيث شارك في 23 مباراة ولم يسجل أي هدف. لينتقل بعدها إلى نادي سالامانكا في موسم 1996–97 ولمدة موسمين، مشاركًا في 29 مباراة سجل خلالها هدفًا واحدًا. ثم انتقل إلى نادي تشافيس في موسم 1998–99 لمدة موسم واحد، مشاركًا في 10 مباريات سجل خلالها هدفًا واحدًا أيضًا. هذا وانتقل لاحقًا إلى نادي ليغانيس في موسم 1999–00 لمدة موسم واحد، مشاركًا في 8 مباريات ولم يسجل أي هدف. ثم انتقل بعدها إلى S.C.U. Torreense ‏ في موسم 2000–01 لمدة موسم واحد، مشاركًا في 26 مباراة سجل خلالها هدفًا واحدًا. ليعود وينتقل من جديد، لكن هذه المرة إلى نادي بينفايل في موسم 2001–02 لمدة موسم واحد، مشاركًا في 16 مباراة ولم يسجل أي هدف. لينتقل بعدها إلى إمورتال دسبورتيفو ‏ في موسم 2002–03 لمدة موسم واحد، مشاركًا في 20 مباراة سجل خلالها 3 أهداف.

## وصلات خارجية
- باولو توريس على موقع الاتحاد الدولي (مؤرشف)  (الإنجليزية)
- باولو توريس على موقع قاعدة بيانات كرة القدم.إي يو (الإنجليزية)
- باولو توريس على موقع ناشيونال فوتبول تيمز (الإنجليزية)